# Benigni paroksizmalni pozicijski vertigo
Benigni pozicijski paroksizmalni vertigo (BPPV) najčešći je oblik vrtoglavice. Oko 30% ljudi starijih od 70 godina najmanje je jednom doživjelo epizodu BPPV-a. BPPV je mehanički poremećaj u kojem promjena položaja glave uzrokuje abnormalnu stimulaciju jednog semicirkularnog kanala u unutarnjem uhu. 

## Uzroci
Danas etiologiju BPPV-a tumačimo krhotinama otolita koje slobodno plutaju u endolimfi semicirkularnog kanala. Takvo stanje naziva se kanalolitijaza. Odvajanjem kristalića otolita s utrikulusa ili sakulusa nastaju krhotine koje se spajaju u jednu veću slobodno plutajuću nakupinu. S obzirom na to da je ta nakupina teža od endolimfe, ona će mijenjati svoj položaj u semicirkularnom kanalu onako kako pacijent pomiče svoju glavu. Najčešće je zahvaćen posteriorni (p-BPPV), a rjeđe horizontalni semicirkularni kanal (h-BPPV).
Posljedica kanalolitijaze je da mozak primi poruku o pokretu koji ne registriraju drugi osjetilni sustavi. Rezultat je konflikt informacija u mozgu (vestibularna neusklađenost) koja uzrokuju vrtoglavicu. Sklonost nastanku kanalolitijaze raste s dobi, međutim i drugi čimbenici povećavaju rizik za odvajanje otolita, kao što su trauma glave, upala u području srednjeg ili unutarnjeg uha, Ménièrova bolest i migrena zbog čega je pojava BPPV-a moguća i u sklopu kliničke slike navedenih poremećaja.

## Simptomi
Bolesnici se žale na rotatorne vrtoglavice ("ringišpil") koje se pojavljuju pri okretanju na jedan ili drugi bok tijekom ležanja, pri pogledu prema gore ili dolje, ili ustajanju iz ležežeg položaja. Iluzije rotacije su kratkotrajne (obično do 30 s), praćene su mučninom ili povraćanjem, a u mirovanju vrtoglavice nema.
Zbog jasne provokacije navedenih simptoma pokretom, bolesnici često podsvjesno koče vratne mišiće kako bi spriječili nastup vrtoglavice zbog čega se s vremenom javlja mišićna bol. Bolovi u vratu uzrok su velikog broja netočnih dijagnoza pri kojima se simptome BPPV-a tumačilo degenerativnim promjenama u vratnoj kralježnici. Još je netočnije shvaćanje simptoma BPPV-a kao posljedice "slabe cirkulacije". Takav koncept koji pretpostavlja kako kralješci u nekom položaju pritisnu na vertebralne (kralježnične) arterije uzrokujući hipoperfuziju u stražnjoj mozgovnoj cirkulaciji napušten je sedamdesetih godina prošlog stoljeća, no u Hrvatskoj je i dalje raširen uzork nepotrebne obrade, medikamentnog liječenja i stresa za bolesnike.

## Dijagnoza
Uz tipičnu anamnezu tijekom koje pokušavamo prepoznati već navedene čimbenike rizika, dijagnoza se u većini slučajeva potvrđuje provokacijskim Dix-Hallpikeovim manevrom. Bolesnik sjedi na krevetu za pregled glave okrenute 45 stupnjeva u stranu, potom ga se brzo polegne na leđa tako da mu glavu i dalje okrenutu u stranu možemo zabaciti još 30 stupnjeva niže od nivoa kreveta. Tipično, nakon odgode od 1-2 s javlja se vrtoglavica i horizontalno rotatorni nistagmus koji traje do 60 s.

## Diferencijalna dijagnoza
Vestibularnu migrenu prepoznajemo po stereotipnom ponavljanju epizoda vrtoglavice koje traju od nekoliko sekundi do tri dana koje nisu jasno provocirane pokretom samo u jednu stranu. Vrtoglavica može biti udružena s glavoboljom, foto i fonofobijom (neugodom provociranom svjetlom i bukom), no može se javljati i bez tipične glavobolje. Neki bolesnici s vestibularnom migrenom nikad nisu imali glavobolju, no često imaju kinetoze.
Vestibularni neuronitis inducira vrtoglavice duljeg trajanja (minute do dani) koje se mogu pojačati pomicanjem glave, no postoje i u mirovanju. Mučnina i povraćanje nisu rijetki. Radi se o epizodi virusne upale VIII živca koju klinički prepoznajemo testom impulsa glave ("head impulse test").
Ménièrova bolest prezentira se dugotrajnim periodima napada vrtoglavice trajanja od nekoliko sekundi do nekoliko sati uz šum u uhu i izraziti poremećaj ravnoteže.

## Liječenje
Najučinkovitija terapija BPPV-a je Epleyev manevar. Alternativno, može se izvesti Semontov manevar.
Pri povraćanju mogu se dati antiemetici. Betahistin nema ulogu u liječenju.